# Мейринг, Генрих
Генрих Мейринг (нем. Heinrich Meyring, Heinrich Meiering, 1628 или около 1638, Райне, Северный Рейн-Вестфалия — 11 февраля 1723, Венеция) — немецкий скульптор, работавший в Италии под именем Энрико Меренго (Enrico Merengo).

## Биография
Происхождение Генриха Мейринга весьма неопределенно. Известно только, что он родился в семье скульптора Генриха Мейринга Старшего и Стины Беккеринг, в городке Райне близ Мюнстера. Годом рождения мог быть 1638 или 1639. Известно о существовании сестры Альхейд (1630 г. р.) и брата Бернда Мейринга (1631—1703). Последнему было поручено управлять скульптурной мастерской, которую его отец открыл в Райне. До нас дошло несколько работ Генриха Старшего и Бернда. Таким образом, очевидно, что Генрих до переезда в Венецию обучался в мастерской своего отца.
Генрих Мейринг в основном работал в Венеции с 1679 по 1714 год, поэтому его имя было итальянизировано и писалось самым разным образом, чаще: Энрико Меренго или Арриго Меренго (Andric, Arrigo, Enrico, Henrico, Einrich e Megring, Mavierinch, Meyrinch, Meyringo). Некоторая путаница возникла вокруг его национальности, так как одни считали его фламандцем, другие австрийцем.
Мейринг считается одним из главных учеников фламандского скульптора Джусто Ле Курта (Жюста ле Корта, или Жосса де Корте), также работавшего в Венеции. Мейринг испытал влияние школы Джованни Лоренцо Бернини, поэтому привнёс элементы стиля римского барокко в скульптуру Венеции. Учитель и старший товарищ венецианского скульптора Альвизе Тальяпьетра (1670—1747); в 1697 году был свидетелем на его свадьбе.
Мейринг является автором скульптурной группы «Благовещение Марии» в главном алтаре церкви Санта-Мария-Дзобениго, также известной как Санта-Мария-дель-Джильо в сестиере (районе) Сан-Марко в Венеции. Ещё одно известное произведение — скульптурная группа «Экстаз Святой Терезы» в капелле Руццини церкви Санта-Мария-дельи-Скальци (1697). Мейринг выполнил скульптуры фасада и главного алтаря церкви Сан-Моизе, также в Венеции (1682).
В России Мейринг известен как автор скульптуры «Флора» (1717) в Летнем саду в Санкт-Петербурге (возможно также аллегорических бюстов «Чистота» и «Скоротечность жизни»). Из его мастерской также происходит большинство статуй виллы Барбариго под Падуей.

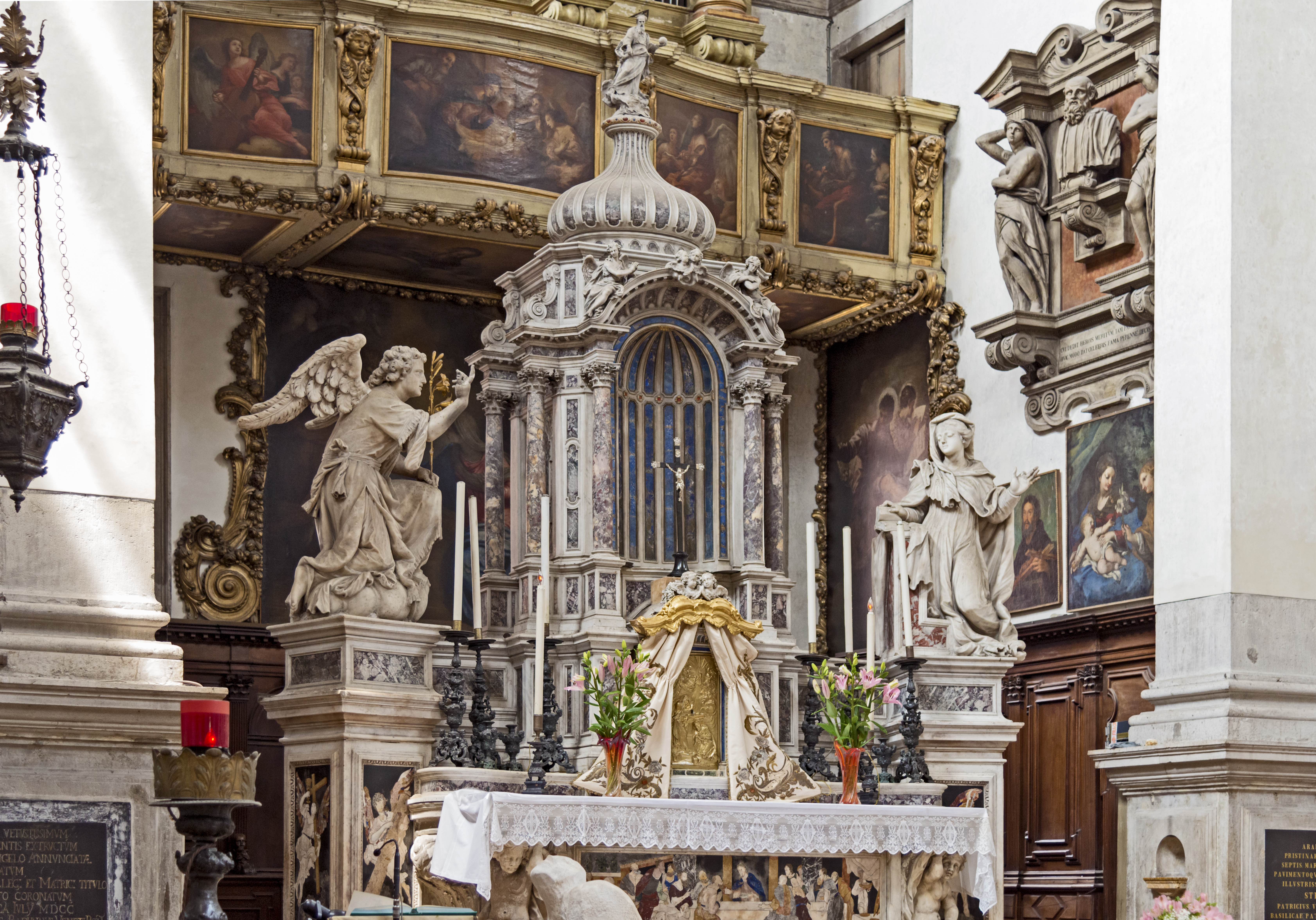
Благовещение Марии. Главный алтарь церкви Санта-Мария-дель-Джильо в Венеции. 1678—1681
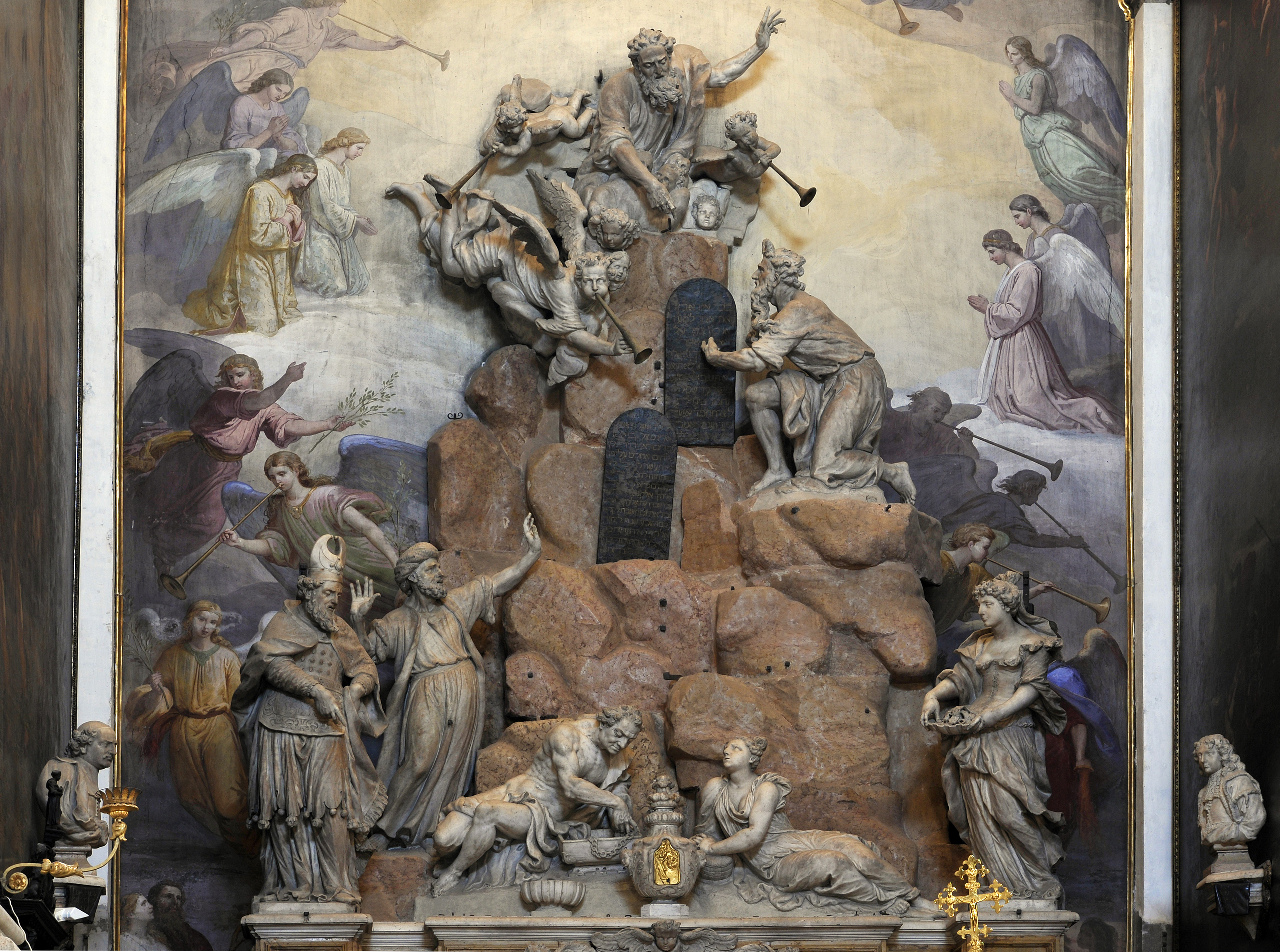
Алтарь Моисея. Церковь Сан-Моизе. 1682 (живопись добавлена в 1851 г.)
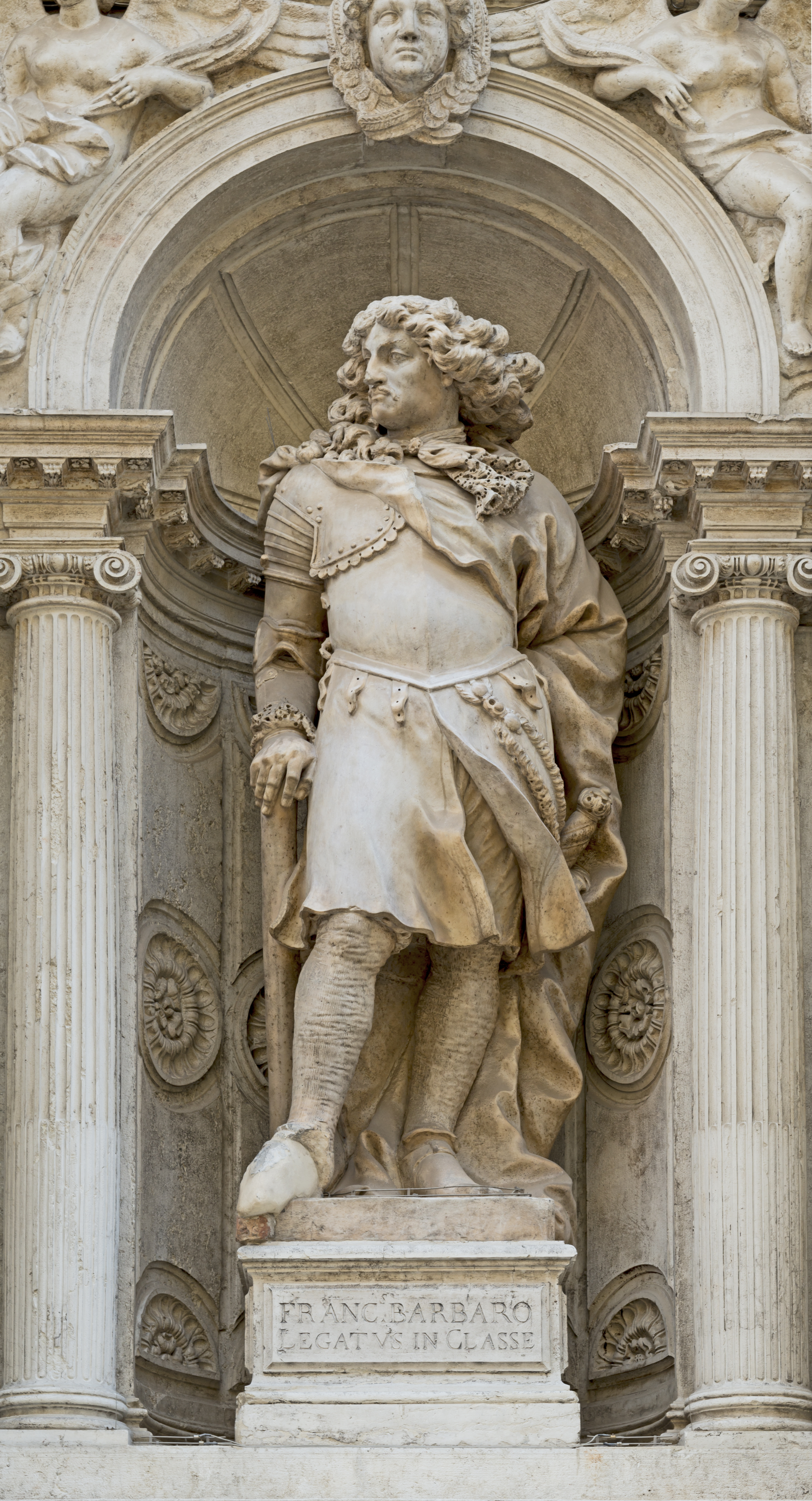
Статуя Франческо Барбаро на фасаде церкви Санта-Мария-дель-Джильо. 1678—1681. Венеция
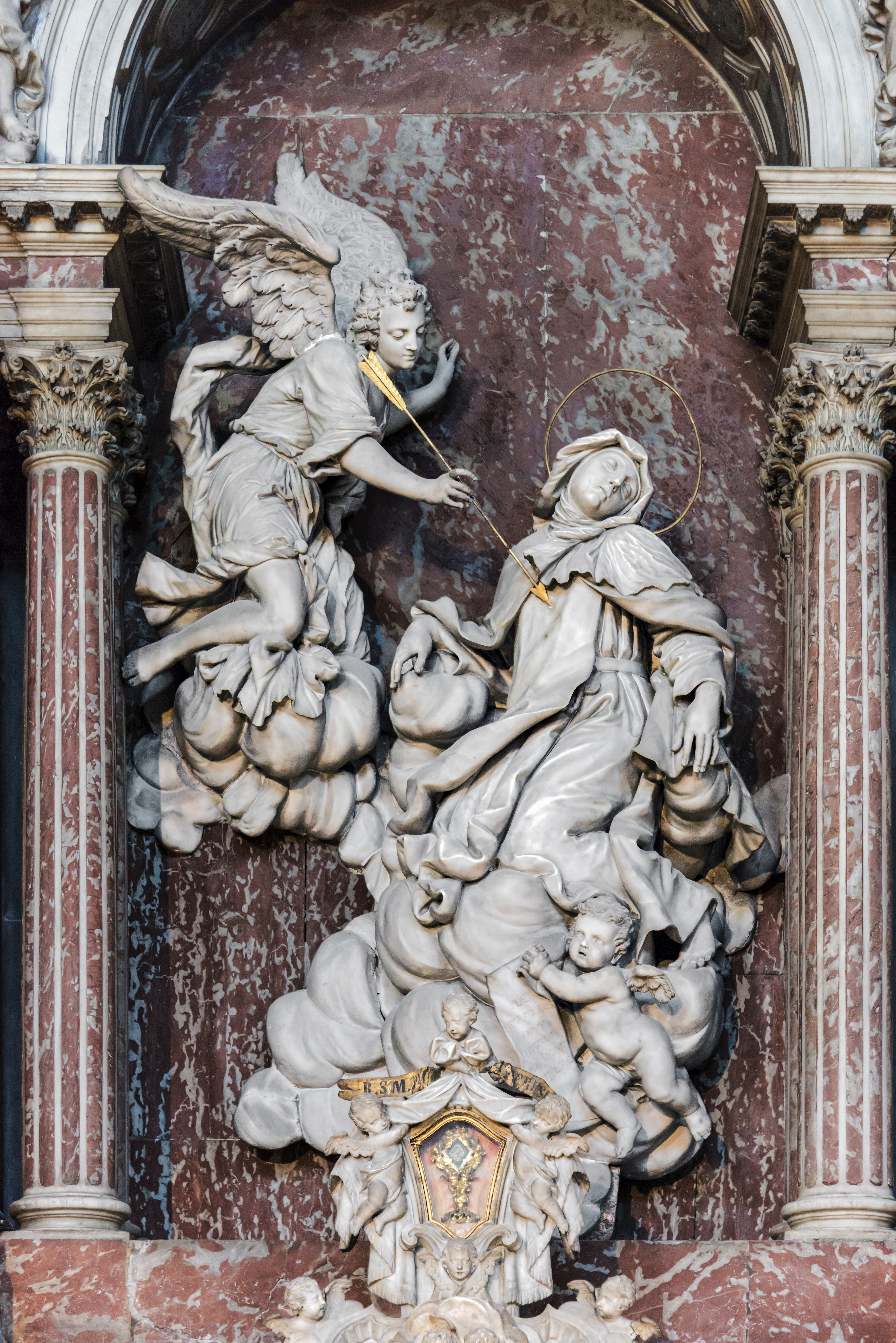
Экстаз Святой Терезы. 1697. Мрамор. Капелла Руццини, церковь Санта-Мария-дельи-Скальци, Венеция
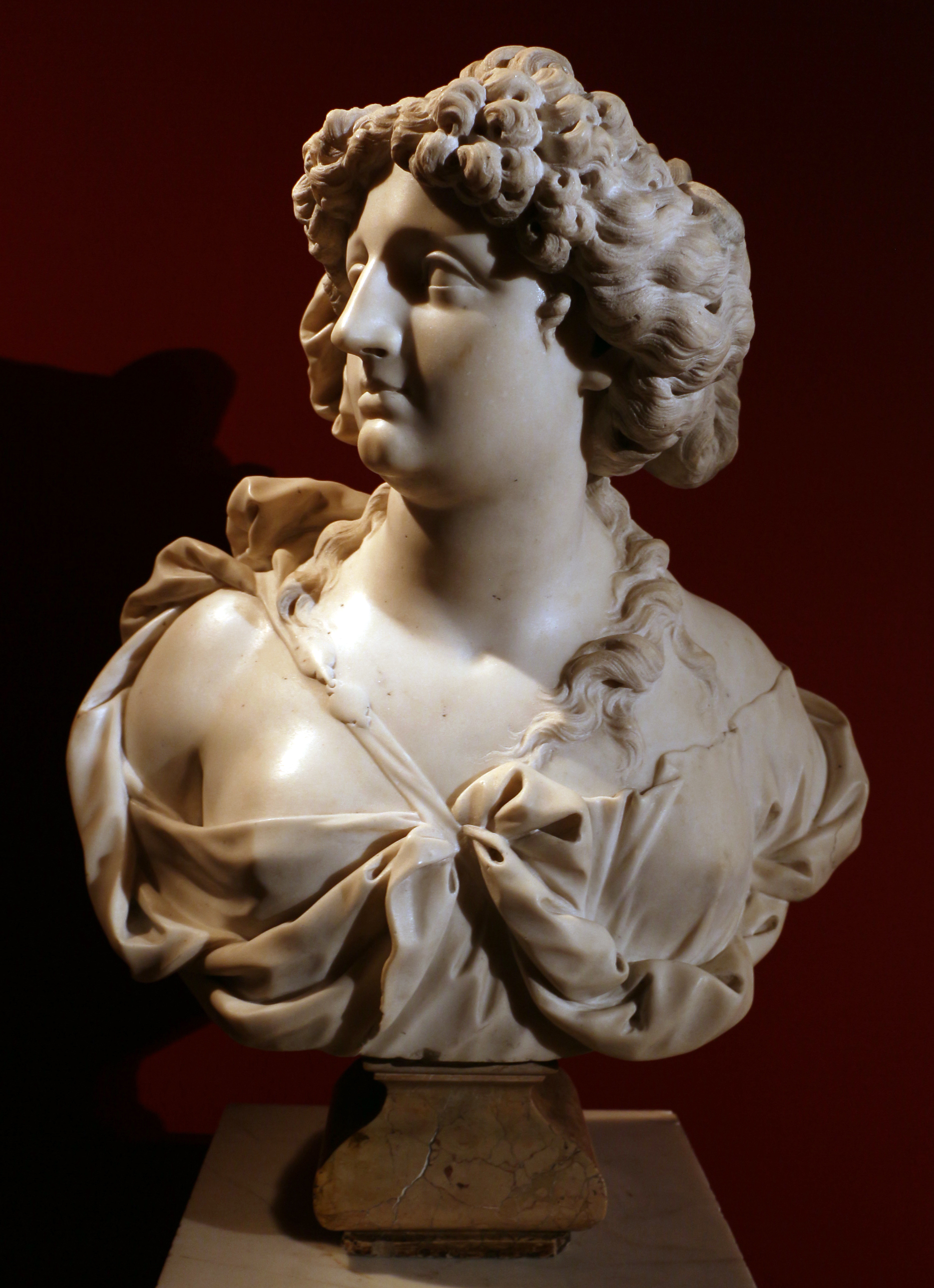
Женский бюст. Ок. 1683. Мрамор. Фонд Каваллини Сгарби
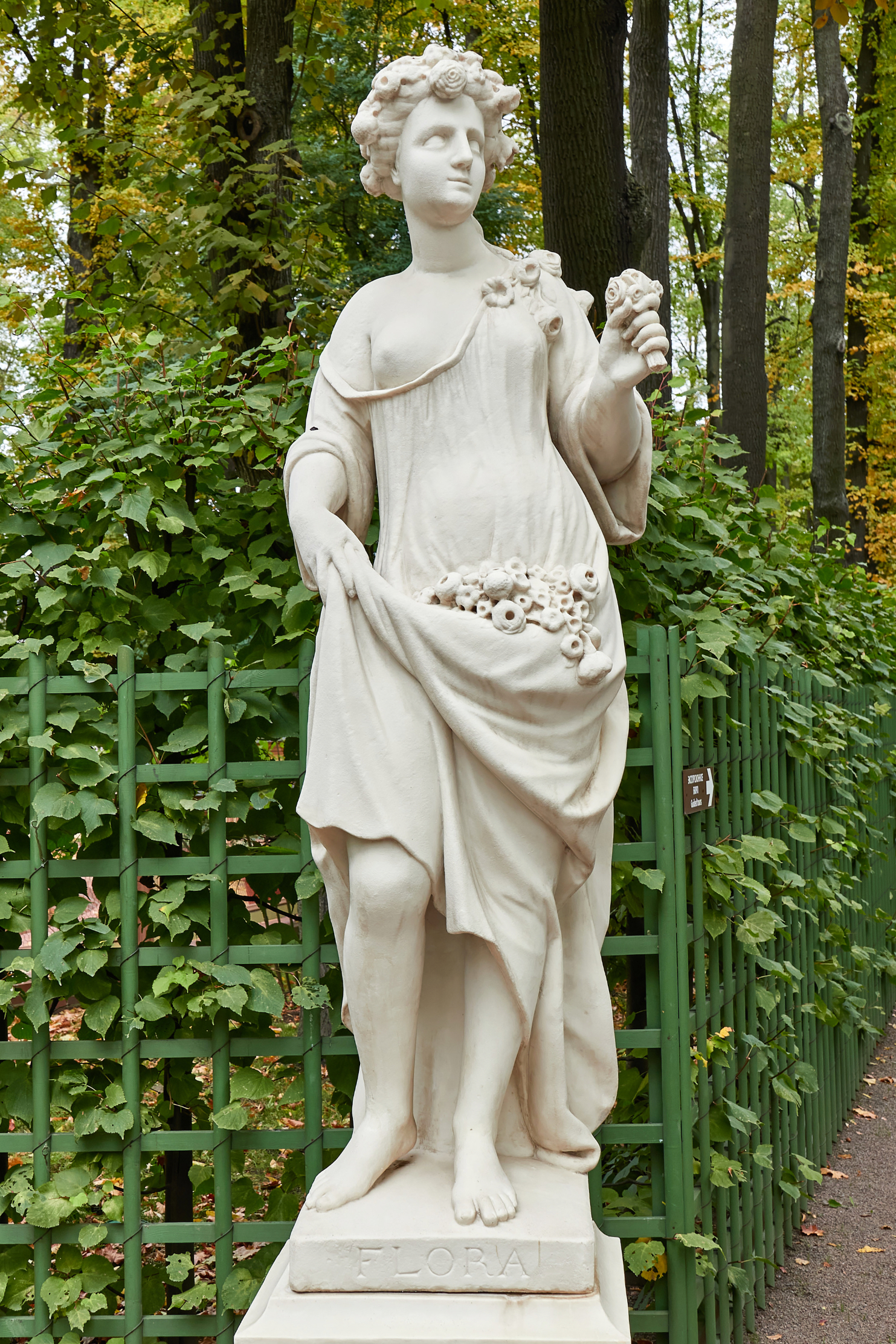
Флора. 1717. Мрамор. Летний сад, Санкт-Петербург